# Andromeda (Marvel Comics)
Andromeda il cui vero nome è Andromeda Attumasen, è un personaggio dei fumetti creato da Peter B.Gillis (testi) e Don Perlin (disegni), pubblicata dalla Marvel Comics. La sua prima apparizione avviene in Defenders (Vol. 1) n. 143 del maggio 1985.

## Biografia del personaggio

### Origini
Membro della razza di Homo Mermanus, Andromeda è la figlia ripudiata di Attuma e di Lady Gelva. Pur non essendo ben voluta da suo padre, Andromeda è cresciuta ad Atlantide apprendendo le tecniche della caccia e della guerra, ma anche il senso del rispetto e del dovere. Ben presto entra a far parte dell'esercito atlantideo brillando per le sue doti di feroce guerriera, ottenendo molti riconoscimenti che però non le permettono di fare carriera a causa del fatto di essere femmina. Delusa da ciò e da sempre affascinata dai racconti su Namor e gli eroi e le eroine del mondo di superficie, Andromeda decide di andare sulla terra ferma utilizzando un siero che le permette di respirare fuori dall'acqua e avere un aspetto umano.

### I Difensori
Andromeda apprende in poco tempo la lingua inglese e assume l'identità fittizia di Andrea McPhee. Il suo destino si incrocia immediatamente con quello del gruppo di eroi noto come Difensori. Le avventure di Andromeda con il gruppo, però, non durano a lungo poiché l'atlantidea risulta essere apparentemente una dei caduti nello scontro tra i Difensori e Dragoluna, impossessata dall'essere mistico del Drago della Luna.
L'anima di Andromeda e dei compagni, però, finirono nel Regno dei Morti dove lo spirito del Dragone della Luna le fece lottare tra loro, solo l'intervento del Dottor Strange riportò le anime sulla Terra e una volta affrontato e sconfitto il Dragone che era ritornato sulla Terra, i Vishanti misero l'anima di Andromeda e degli altri membri deceduti nei corpi di persone che erano appena morte. L'anima di Andromeda finì nel corpo di Genevieve Cross. Dopo che i Difensori si sciolsero Andromeda ritornò ad Atlantide poiché aveva appreso della morte di Namor.

### Ritorno ad Atlantide
Atlantide era stata conquistata da Attuma, che scoprì che Andromeda era viva. I due si scontrarono e per poco Attuma non riuscì a ucciderla ma Andromeda fu salvata da Dakkor, ufficiale atlantideo, con il quale si alleò per guidare una ribellione contro Attuma. Nel corso di un nuovo scontro con il padre, Andormeda fu rapita dal Deviante Ghaur, che controllandola mentalmente la inviò a recuperare un oggetto in grado di riportare il dio Seth sulla Terra. Scontrandosi con i Vendicatori fu liberata dal controllo mentale, assieme alle altre spose di Seth, e poté così affrontare nuovamente Attuma assieme a Namor creduto erroneamente morto.
Namor successivamente la elesse “Signora della Pace” e protettrice della base di Aquaria. Andromeda reincontra ben presto suo padre, che era stato sconfitto dallo Squalo Tigre e a cui lei salvò la vita ricevendo un assalto diretto a lui. Attuma riconobbe la nobiltà del gesto e le chiese di rimanere al suo fianco, ma lei rifiutò.
Assieme a Triton e a Stingray, successivamente, forma il gruppo dei Deep Six, per cercare un Namor nuovamente scomparso. La loro ricerca li porta a scontrarsi con i Vendicatori con cui Namor stava avendo un diverbio. Risolto il malinteso Andromeda e compagni affrontarono l'Abominio ma questi fugge. Invece, assieme a Namor si scontra con la Fata Morgana che cercava di far tornare in superficie la città sottomarina di Atlantide. Con un incantesimo di Morgana lo Spettro Rosso, un suo alleato, riesce a trafiggere Andromeda con la Spada d'Ebano, dove l'anima dello stesso Namor vi era stata imprigionata. Comprendendo che solamente sacrificando la propria anima Andromeda poteva salvare il suo alleato, l'atlantidea proiettò la propria anima all'interno della spada, ridivenendo Genevieve Cross. Namor, ripresosi, condusse ad Atlantide il corpo della Cross, da dove scomparve dopo poco tempo.
Mesi dopo Andromeda ritornò per dare manforte a Namor quando Attuma attaccò nuovamente Atlantide, riuscendo a conquistarla. Solo l'intervento dei Difensori ribaltò la situazione in favore di Namor e dei suoi alleati. In seguito Namor istituì un Consiglio dei Tre, che doveva fare le sue veci in sua assenza, di cui Andromeda entrò a far parte come portavoce. Da quel momento la guerriera continua a vivere ad Atlantide, ma si ignora quanto la presenza della Cross la stia influenzando.

## Poteri e abilità
Andromeda possiede una forza e una resistenza sovraumana, che aumenta quando lei si trova sotto la superficie del mare, dove è anche in grado di nuotare a una forte velocità e di resistere alle grandi pressioni oceaniche. Per poter sopravvivere sott'acqua è dotata di branchie, e per poter respirare in superficie ha bisogno di un siero specifico, che le dona anche un colorito biancastro alla carnagione. Andromeda è una guerriera esperta e utilizza come arma principale un tridente.